# Сан Пио деле Камере
Сан Пѝо деле Ка̀мере (на италиански: San Pio delle Camere) е село и община в Южна Италия, провинция Акуила, регион Абруцо. Разположено е на 830 m надморска височина. Населението на общината е 685 души (към 2014 г.).